# Meuschenia hippocrepis
Meuschenia hippocrepis es una especie de peces de la familia Monacanthidae en el orden de los Tetraodontiformes.

## Morfología
Los machos pueden llegar alcanzar los 51 cm de longitud total.

## Hábitat
Es un pez de mar y de clima templado y demersal que vive hasta 120 m  de profundidad.

## Distribución geográfica
Se encuentra en Australia: desde el sur de Australia Occidental hasta  Victoria y Tasmania ).

## Observaciones
Es inofensivo para los humanos.